# しおかぜ公園
しおかぜ公園（しおかぜこうえん）は、徳島県小松島市小松島町にある公園。

## 概要
小松島市の小松島港口に2000年（平成12年）にオープン。港周辺の憩いの場として徳島県が整備を行った。船の舳先をイメージした噴水、飛行機をイメージした複合遊具、海を展望できる木製デッキなどが設置された。
周囲にはワシントンヤシなど37種類、約1万5千本が植栽されている。園内にはトルハルバンの石像が設置されている。

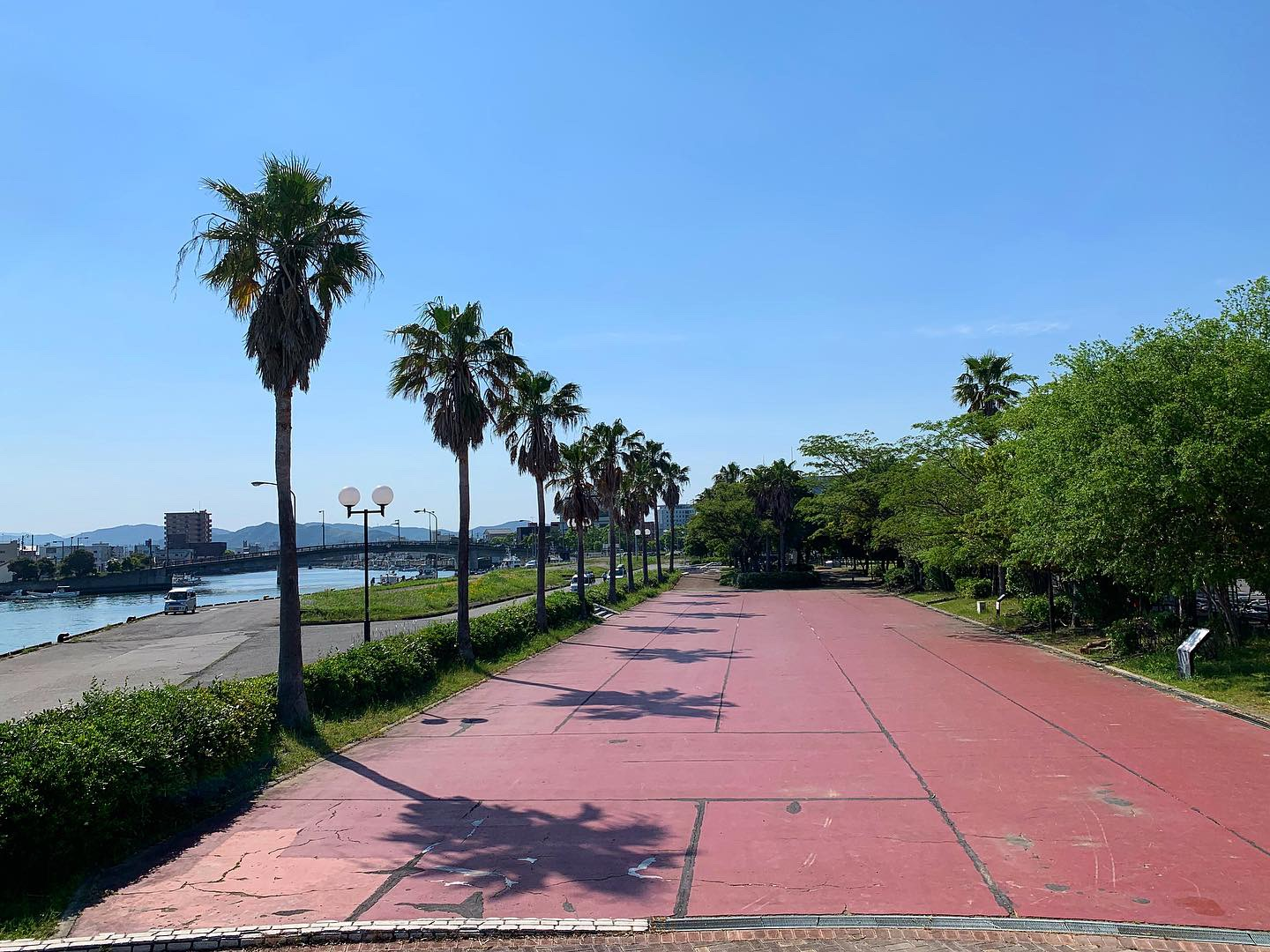
しおかぜ公園のワシントンヤシ。
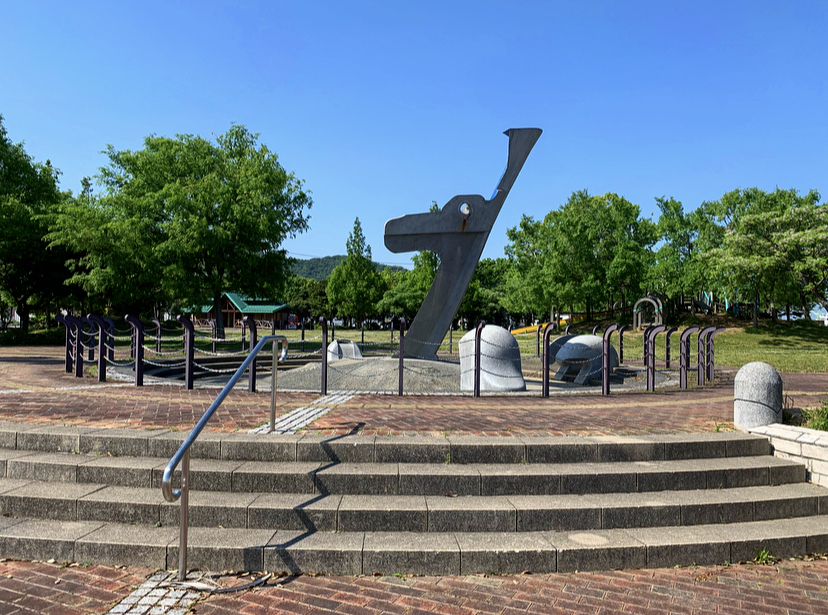
海のモニュメント。

## 交通
- JR牟岐線南小松島駅より徒歩約20分。
- 徳島自動車道「徳島インターチェンジ」より車で約50分。